# Dación en pago

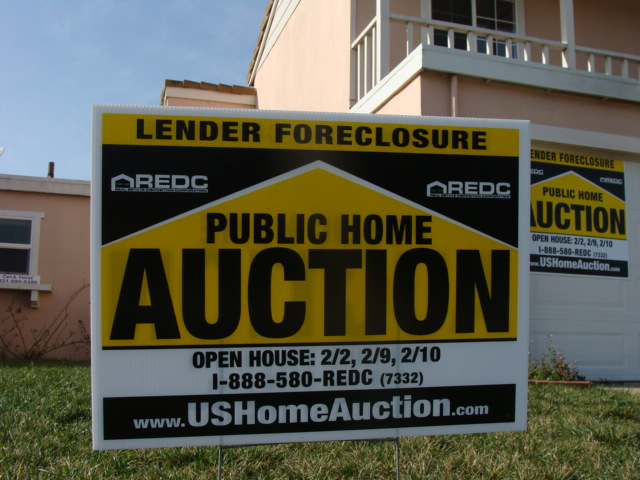
Casa en subasta pública en Salinas, California. Uno de los numerosos inmuebles bajo ejecución hipotecaria tras el estallido de la burbuja inmobiliaria en Estados Unidos por la crisis de las hipotecas subprime, que fue el origen de la crisis financiera de 2008 y de la crisis económica de 2008.
En el derecho anglosajón la dación en pago (Nonrecourse debt) -la entrega del piso salda la deuda con el banco- es bastante común.

Adjudicación en pago o la dación en pago (en latín datio in solutum) es la acción de entregar un bien a cambio de saldar una deuda pendiente de pago. Se refiere por tanto al acto por el cual el deudor realiza, a título de pago, una prestación distinta de la debida al acreedor, quien acepta recibirla en sustitución de ésta. A veces, en un sentido más restringido, por dación en pago se entiende concretamente la entrega de un bien material o dinero como equivalencia del cumplimiento de la obligación originaria de dar, hacer o no hacer.
Referida a la compra de una vivienda mediante hipoteca inmobiliaria, la dación en pago es un acuerdo entre el banco al que se debe y el titular de la hipoteca o deudor para saldar la deuda provocada por un préstamo hipotecario solicitado para comprar una vivienda o inmueble. El propietario se libera de las cuotas, aunque puede perder la parte del préstamo ya pagado y el banco evita procesos judicial de ejecución hipotecaria.

## La dación en pago en distintos países

### La dación en pago en Ecuador
En Ecuador la Ley Orgánica para la regulación de los créditos para vivienda y vehículos aprobada en mayo de 2012 por la Asamblea Nacional de Ecuador, bajo la Presidencia de Rafael Correa Delgado, establece la dación en pago para créditos hipotecarios que no superen los USD 150.000 (500 salarios básicos unificados). Así, si un ciudadano se endeuda para construir o comprar una única vivienda para uso familiar y no logra pagar la deuda en los plazos establecidos; será desposeído del bien hipotecado y con eso se extingue la deuda.
Una vez rematado o subastado el bien entregado en garantía por el ciudadano que no logró pagar la deuda, los acreedores no podrán perseguir los bienes personales del deudor ni de sus sucesores en derecho ni de la sociedad conyugal ni iniciar concurso de acreedores contra estos ni aun alegando deudas pendientes por costas procesales como honorarios de abogados y otros gastos. Tampoco podrán suscribirse pagarés y otros documentos de obligación autónomos de respaldo a la deuda.
En su disposición general segunda indica que las sentencias extranjeras originadas en operaciones crediticias con garantía hipotecaria de vivienda situada fuera del país, que persigan el embargo y posterior remate de bienes muebles e inmuebles de ciudadanos y ciudadanas ecuatorianas no caucionados para dichos créditos, no serán ejecutadas en el territorio nacional por contravenir el ordenamiento jurídico ecuatoriano. Esta disposición responde, principalmente, a evitar la persecución de los bancos a ciudadanos ecuatorianos que habían emigrado a España donde adquirieron créditos hipotecarios que no pudieron pagar al encontrarse desempleados como consecuencia de la Crisis económica española de 2008-2012, de la Burbuja inmobiliaria en España y de la aplicación de la ley hipotecaria española.
La dación en pago también es aplicable en la compra de vehículos de uso personal o familiar siempre y cuando el crédito no exceda de los 100 salarios básicos unificados para los trabajadores privados y que el vehículo se constituya prenda en garantía del crédito concedido o que se pacte reserva de dominio sobre el mismo.

### La dación en pago en España
Aunque la dación en pago es prácticamente inexistente en España, la Ley Hipotecaria (España), en su Artículo 140, deja abierta la posibilidad de pactar en la escritura de constitución de la hipoteca voluntaria que la obligación garantizada se haga solamente efectiva sobre los bienes hipotecados. En este caso, la responsabilidad del deudor y la acción del acreedor, por virtud del préstamo hipotecario, quedarán limitadas al importe de los bienes hipotecados, y no afectarán a los bienes del patrimonio del deudor. En este caso, la Ley Hipotecaria vigente prevé la dación de pago, siempre y cuando se pacte con la entidad crediticia o acreedor antes de formalizar el préstamo hipotecario. En caso de no haber un pacto entre deudor y acreedor, según lo dispuesto en el artículo 105 de la misma ley, la hipoteca podrá constituirse en garantía de toda clase de obligaciones y no alterará la responsabilidad personal ilimitada del deudor que establece el artículo 1.911 del Código Civil.
El Código civil español no habla de la dación en pago como modo extintivo de las obligaciones, aunque da por supuesta la institución en los artículos 1.521 y 1.636, al tratar de los retractos, y en algunas otras disposiciones, contemplándose en el artículo 155 de la Ley concursal.

### La dación en pago en Estados Unidos -Nonrecourse debt- Derecho anglosajón
En el derecho anglosajón la dación en pago Nonrecourse debt (en) - o entrega del piso para saldar la deuda con el banco, es bastante común. Así, en Estados Unidos el préstamo garantizado con el bien al 100%, es decir la dación en pago completa solamente se utiliza para los préstamos hipotecarios residenciales -vivienda habitual-.